# Jean-Michel Beau
Pour les articles homonymes, voir Beau (homonymie).
Jean-Michel Beau, né le 8 septembre 1943 à Troyes et mort le 23 avril 2020 à Lunel, est un lieutenant-colonel de gendarmerie français. Il a été lié à l'Affaire des Irlandais de Vincennes en 1982.

## Biographie
Jean-Michel Beau a grandi dans un milieu militaire, son père étant général de division de l’armée de Terre. Il entre dans l'armée en 1961. Sous-officier en 1962, il devient, par voie de concours, sous-lieutenant de réserve en situation d'activité (ORSA) en juillet 1964. Il passe ensuite le concours d’entrée à l'École des officiers de la gendarmerie (EOGN) de Melun. Il en sort lieutenant d'active et vice-major de sa promotion en 1971.
En parallèle, Jean-Michel Beau devient diplômé en droit (droit privé, droit commercial et sciences criminelles).
Il exerce plusieurs commandements en province puis celui de la section de recherches de Paris, plus importante unité spécialisée dans la police judiciaire de la Gendarmerie nationale lorsque débute le 28 août 1982 ce qui va devenir l'affaire des Irlandais de Vincennes.
Il quitte la Gendarmerie nationale en 1988 avec le grade de lieutenant-colonel.
Jean-Michel Beau meurt le 23 avril 2020 des suites d’un cancer, au centre hospitalier de Lunel.

### Affaire des Irlandais de Vincennes
Le Groupe d'intervention de la gendarmerie nationale interpelle, à Vincennes, des Irlandais soupçonnés d'appartenir à l'IRA ou à l'INLA. Comme aucun des gendarmes du GIGN n'est habilité territorialement comme officier de police judiciaire, il est fait appel aux services du lieutenant-colonel Beau pour rédiger la procédure judiciaire qui doit être transmise au Parquet. Il semble qu'à cette occasion, Beau et ses OPJ aient été amenés à régulariser sans les vérifier de prétendues constatations faites par les « super-gendarmes » du GIGN, en particulier en ce qui concerne la présence d'armes au domicile des Irlandais. Cette affaire largement médiatisée vaut à l'officier supérieur une inculpation pour subornation de témoins en 1983. L'instruction dure neuf ans (seize pièces de procédure), conduite par le juge d’instruction Alain Verleene qui, s’estimant saisi « in personam » et non « in rem », n’entendra jamais Paul Barril et n’inculpera Christian Prouteau que sur réquisition expresse du Parquet à la fin de 1987. Dans son livre L'Honneur d'un gendarme, Beau prétend avoir été menacé de mort à mots couverts par Charles Hernu, Ministre de la Défense de l'époque.
Entre-temps le lieutenant-colonel Beau a été muté en 1983 à la DPSD (ex-Sécurité militaire) et va y rester jusqu’en 1988, date à laquelle il demande sa mise à la retraite anticipée, comme lieutenant-colonel après 26 ans de service. Il est donc retraité à 44 ans et sera ensuite Directeur des ressources humaines de plusieurs entreprises pendant seize ans.
Enfin jugé en juin 1991, le lieutenant-colonel Beau est condamné, tout comme Christian Prouteau à quinze mois de prison avec sursis (peine non amnistiée). Ce dernier, préfet de son état, est à l’époque chargé de la sécurité des Jeux olympiques d'hiver de 1992. Sa condamnation va l'exclure automatiquement de la fonction publique. L’affaire vient en appel deux mois après. La Cour rend sa décision après avoir auditionné à nouveau Beau et Prouteau. Christian Prouteau est relaxé au bénéfice du doute et Jean-Michel Beau voit sa peine réduite à douze mois de prison (amnistiés) et 6 000 francs d’amende.

### Affaire des écoutes de l'Élysée
En 1993, Jean-Michel Beau apparaît comme une des victimes de l'affaire dite des écoutes téléphoniques de l'Élysée et se constitue partie civile. L'instruction dure près de dix ans chez le juge Valat. In fine, l'affaire vient en jugement par une audience de quatre mois, sous la Présidence de Jean-Claude Kross.
Finalement Christian Prouteau, Gilles Ménage, Jean-Louis Esquivié et Pierre-Yves Gilleron sont tous condamnés puis amnistiés. Les condamnés ne se pourvoient pas en appel, déclarant même leurs peines « justes et équilibrées »[réf. nécessaire]. Le tribunal leur reconnait le « bénéfice » de la faute de service et ne considère victimes que quelques parties civiles (Edwy Plenel, Jean-Edern Hallier, Joël Galipapa, et Antoine Comte, l'avocat des Irlandais de Vincennes). Il déboute les 55 autres.
Vingt-deux d'entre elles, dont Carole Bouquet et le lieutenant-colonel Beau, interjettent appel et obtiennent satisfaction le 13 mars 2007 par un arrêt de la 11e Chambre présidée par Laurence Trebucq. Cette décision de justice, immédiatement exécutoire, nonobstant les pourvois en cassation aussitôt formés, réforme de fond en comble le jugement de première instance, obligeant les condamnés à payer non seulement des dommages et intérêts aux victimes, mais aussi une participation à leurs frais d'avocat. Le journaliste Jacques Merlino et le lieutenant-colonel Beau obtiennent même une parution de la décision de justice dans la limite de 4 000 euros dans le support de leur choix. En reconnaissant les condamnés comme auteurs de « fautes personnelles détachables du service », la Cour permet à l'État de se faire rembourser tous les frais de défense qu'il a engagés pour eux depuis 1992.

## Distinction
- Chevalier de la Légion d'honneur (2009)[5].

## Ouvrages
- Les Saisies incidentes Librairie-éditions du Glaive, 1984 (épuisé)
- L'Honneur d'un gendarme, éditeur Sand, 1989,  (ISBN 9782710704331)
  - réédité sous le titre  Les Irlandais de Vincennes : L'Honneur d'un gendarme, LGF, 1990
  - réédité sous le titre  L'Affaire des Irlandais de Vincennes, 1982-2007 ou L'Honneur d'un gendarme, éditions Fayard, 2008,  (ISBN 2213612730)